# Cagliari Calcio 2007-2008
Questa pagina raccoglie i dati riguardanti il Cagliari Calcio nelle competizioni ufficiali della stagione 2007-2008.

## Stagione
Con le cessioni di Mauro Esposito (alla Roma), Antonio Langella (all'Atalanta) e David Suazo (all'Inter). Proprio nell'affare Suazo il Cagliari riesce a ottenere dall'Inter (oltre a un robusto conguaglio economico) la metà del cartellino del giovane Robert Acquafresca, autore di un buon girone di ritorno l'anno prima in prestito al Treviso, in Serie B, il quale si rivelerà decisivo per la conquista della salvezza grazie ai suoi 10 gol.
La rosa viene ridisegnata puntando su un gruppo di giocatori giovani, adatti al 4-4-2 utilizzato da Marco Giampaolo cui la società sembra aver concesso massima fiducia dopo le incomprensioni della stagione precedente.
L'inizio è promettente, il Cagliari raccoglie un successo (2-0) sul campo del Napoli; in Coppa Italia la squadra supera il primo turno eliminando il Siena nonostante una formazione con diverse riserve, mentre nella seconda di campionato esce tra gli applausi malgrado la sconfitta arrivata nei minuti finali contro la Juventus.
Di lì a poco scoppia il caso Foggia-Marchini, con i due giocatori che, causa una non chiara lite fra loro, finiscono fuori rosa a poche ore da Atalanta-Cagliari (2-2 il risultato finale). Foggia viene poi reintegrato in rosa ma la situazione non migliora. Infatti dopo soli 9 punti in 11 partite e dopo la disfatta casalinga per 0-3 contro la Sampdoria, a farne le spese è il tecnico Giampaolo, esonerato il 12 novembre 2007.
Al suo posto viene chiamato in panchina Nedo Sonetti, alla terza esperienza sulla panchina rossoblù dopo quella del 2002 e il 2006. Il cambio di guida tecnica non apporta cambiamenti nei risultati. Sonetti ottiene un solo punto in 5 gare, così il 19 dicembre 2007, prima della trasferta di Firenze contro la Fiorentina, il tecnico di Piombino è destituito dall'incarico. Viene richiamato Marco Giampaolo, ancora sotto contratto, che rifiuta e poi rescinde il contratto con la società isolana. Il 20 dicembre Nedo Sonetti è ancora sulla panchina del Cagliari ma dopo la sconfitta per 5-1 contro la Fiorentina viene definitivamente esonerato.
A sorpresa Massimo Cellino affida l'incarico a Davide Ballardini, già ingaggiato ed esonerato nella stagione 2005-2006 dopo quattro pareggi e cinque sconfitte in nove gare.
Nella finestra di mercato vengono ingaggiati il portiere Marco Storari (che subentrerà a Marco Fortin) e l'attaccante Jeda, mentre fa ritorno dall'Hellas Verona il trequartista cagliaritano Andrea Cossu.
Nelle prime due uscite, nonostante i rinforzi, Ballardini non raccoglie punti e la pesante sconfitta sul campo della Reggina, penultima per 2-0, sembra il preludio verso la retrocessione in Serie B perché chiude all'ultimo posto con soli 10 punti a -7 dalla zona salvezza.
Domenica 27 gennaio 2008 lo Stadio Sant'Elia, affollato grazie a una offerta promozionale della società, ospita la sfida Cagliari-Napoli. A inizio ripresa il Napoli passa in vantaggio con una rete dello slovacco Marek Hamšík; i sardi cominciano quindi ad attaccare, costringendo la squadra ospite a rinchiudersi nella propria metà campo. I tentativi dei padroni di casa di segnare risultano però vani, anche grazie a diversi interventi del portiere avversario Matteo Gianello, che sostituisce l'infortunato Gennaro Iezzo. Negli ultimi due minuti di recupero, però, le reti di Alessandro Matri prima e di Daniele Conti poi consegnano al Cagliari l'insperata vittoria per 2-1.
Nella giornata successiva la squadra è in trasferta allo Stadio Olimpico di Torino, ospite della Juventus. La gara si chiuderà sull'1-1, con gol di Paolo Bianco e pareggio, un minuto dopo, dello juventino Nedvěd. Nei turni seguenti i rossoblù continuano a guadagnare punti (15 in dieci partite) e proseguono nella loro rimonta nonostante una penalizzazione di 3 punti (poi ritirata). Grazie all'imbattibilità tra le mura amiche e ai successi negli scontri diretti contro il Livorno (2-1 all'Armando Picchi), l'Empoli (2-0 a Cagliari) e il Torino per 3-0, anziché i successi contro squadre come la Lazio (1-0 al 90'), Genoa (2-1 in rimonta), l'Atalanta (1-0 su rigore di Robert Acquafresca) e la Fiorentina per 2-1, gli isolani conquistano la salvezza con una giornata di anticipo, liquidando 2-0 l'Udinese a Udine e totalizzando 42 punti (di cui ben 32 fatti nel girone di ritorno) e il 14º posto.

## Divise e sponsor
Lo sponsor tecnico per la stagione è stata la Umbro, il Main sponsor Tiscali.
Sulle maglie compariva anche il logo della piattaforma satellitare Sky.
I completi di gioco: classica a quarti rossoblù il primo, bianco il secondo. Entrambi presentavano sulle spalle la croce simbolo della Umbro. Il Terzo completo, per la prima volta nella storia della squadra era color Oro anch'esso presentava la croce sulle spalle.

## Rosa
| N. |                      | Ruolo | Calciatore                  |
| -- | -------------------- | ----- | --------------------------- |
| 1  | Italia (bandiera)    | P     | Vincenzo Marruocco          |
| 2  | Italia (bandiera)    | C     | Davide Marchini             |
| 3  | Italia (bandiera)    | D     | Cristiano Del Grosso        |
| 4  | Italia (bandiera)    | C     | Alessandro Budel            |
| 4  | Italia (bandiera)    | P     | Luca Capecchi               |
| 5  | Italia (bandiera)    | C     | Daniele Conti               |
| 6  | Uruguay (bandiera)   | D     | Diego Luis López (capitano) |
| 7  | Italia (bandiera)    | C     | Antonino D'Agostino         |
| 7  | Italia (bandiera)    | C     | Andrea Cossu                |
| 8  | Italia (bandiera)    | C     | Davide Biondini             |
| 9  | Italia (bandiera)    | A     | Robert Acquafresca          |
| 10 | Italia (bandiera)    | C     | Pasquale Foggia             |
| 12 | Slovenia (bandiera)  | P     | Jan Koprivec                |
| 13 | Italia (bandiera)    | P     | Marco Storari               |
| 14 | Italia (bandiera)    | D     | Francesco Pisano            |
| 15 | Uruguay (bandiera)   | C     | Sebastián Rosano            |
| 16 | Italia (bandiera)    | P     | Marco Fortin                |
| 18 | Italia (bandiera)    | C     | Andrea Parola               |
| 19 | Argentina (bandiera) | A     | Joaquín Larrivey            |
| 20 | Italia (bandiera)    | D     | Paolo Bianco                |
| 21 | Italia (bandiera)    | D     | Michele Canini              |

| N. |                       | Ruolo | Calciatore            |
| -- | --------------------- | ----- | --------------------- |
| 22 | Uruguay (bandiera)    | D     | Joe Bizera            |
| 22 | Portogallo (bandiera) | C     | Vitor Gomes Silva     |
| 23 | Italia (bandiera)     | C     | Michele Fini          |
| 24 | Svizzera (bandiera)   | C     | Rijat Shala           |
| 25 | Venezuela (bandiera)  | C     | Rafael Acosta         |
| 26 | Italia (bandiera)     | C     | Marco Mancosu         |
| 27 | Brasile (bandiera)    | A     | Jeda                  |
| 28 | Italia (bandiera)     | D     | Daniele Magliocchetti |
| 29 | Italia (bandiera)     | D     | Michele Ferri         |
| 30 | Italia (bandiera)     | A     | Daniele Ragatzu       |
| 31 | Italia (bandiera)     | D     | Alessandro Agostini   |
| 32 | Italia (bandiera)     | A     | Alessandro Matri      |
| 33 | Italia (bandiera)     | C     | Enrico Cotza          |
| 34 | Italia (bandiera)     | C     | Davide Meloni         |
| 35 | Italia (bandiera)     | D     | Davide Puddu          |
| 36 | Italia (bandiera)     | C     | Alessandro Dettori    |
| 37 | Uruguay (bandiera)    | D     | Claudio Herrera       |
| 38 | Italia (bandiera)     | D     | Giacomo Garau         |
| 39 | Italia (bandiera)     | P     | Mauro Vigorito        |
|    | Slovenia (bandiera)   | C     | Ivica Guberac         |

## Calciomercato

### Sessione estiva
| Acquisti | Acquisti              | Acquisti  | Acquisti          |
| R.       | Nome                  | da        | Modalità          |
| -------- | --------------------- | --------- | ----------------- |
| P        | Jan Koprivec          | Koper     | definitivo        |
| P        | Vincenzo Marruocco    | Foggia    | definitivo        |
| D        | Daniele Magliocchetti | Roma      | prestito          |
| C        | Rijat Shala           | Foggia    | definitivo        |
| C        | Andrea Parola         | Sampdoria | definitivo        |
| C        | Michele Fini          |           | svincolato        |
| C        | Claudio Pani          | Pistoiese | fine prestito     |
| C        | Pasquale Foggia       | Lazio     | prestito          |
| A        | Alessandro Matri      | Milan     | compartecipazione |
| A        | Joaquín Larrivey      | Huracán   | definitivo        |
| A        | Robert Acquafresca    | Inter     | compartecipazione |

| Cessioni | Cessioni              | Cessioni    | Cessioni          |
| R.       | Nome                  | a           | Modalità          |
| -------- | --------------------- | ----------- | ----------------- |
| P        | Antonio Chimenti      |             | fine contratto    |
| P        | Simone Aresti         | Pistoiese   | prestito          |
| C        | Gabriel Peñalba       | Quilmes     | fine prestito     |
| C        | Salvatore Burrai      | Manfredonia | prestito          |
| C        | Claudio Pani          | Modena      | prestito          |
| C        | Simone Pepe           | Udinese     | fine prestito     |
| C        | Alessandro Conticchio |             | fine contratto    |
| C        | Leonardo Colucci      |             | fine contratto    |
| C        | Andrea Capone         |             | fine contratto    |
| A        | Marco Sau             | Manfredonia | prestito          |
| A        | Antonio Langella      | Atalanta    | definitivo        |
| A        | David Suazo           | Inter       | definitivo        |
| A        | Mauro Esposito        | Roma        | compartecipazione |

### Sessione invernale
| Acquisti | Acquisti         | Acquisti             | Acquisti   |
| R.       | Nome             | da                   | Modalità   |
| -------- | ---------------- | -------------------- | ---------- |
| P        | Marco Storari    | Milan                | prestito   |
| P        | Luca Capecchi    | Ravenna              | prestito   |
| C        | Vítor Gomes      | Rio Ave              | prestito   |
| C        | Ivica Guberac    | Primorje             | definitivo |
| C        | Sebastián Rosano | Montevideo Wanderers | prestito   |
| C        | Andrea Cossu     |                      | svincolato |
| A        | Jeda             | Rimini               | definitivo |

| Cessioni | Cessioni            | Cessioni         | Cessioni             |
| R.       | Nome                | a                | Modalità             |
| -------- | ------------------- | ---------------- | -------------------- |
| P        | Marco Fortin        | Vicenza          | definitivo           |
| P        | Vincenzo Marruocco  | Ravenna          | prestito             |
| D        | Joe Bizera          | Maccabi Tel Aviv | prestito             |
| C        | Antonino D'Agostino | Atalanta         | risoluzione prestito |
| C        | Alessandro Budel    |                  | rescissione          |

## Risultati

### Serie A

#### Girone di andata
| Arbitro: | Bergonzi (Genova) |

|  |           |                             |
|  | Marcatori | 49’ Matri 59’ (rig.) Foggia |

| Arbitro: | Tagliavento (Terni) |

|                               |           |                                           |
| Foggia 55’ (rig.), 80’ (rig.) | Marcatori | 53’ Trezeguet 76’ Del Piero 90’ Chiellini |

| Arbitro: | Mazzoleni (Bergamo) |

|             |           |           |
| Corradi 72’ | Marcatori | 41’ Matri |

| Arbitro: | Saccani (Mantova) |

|  |           |              |
|  | Marcatori | 15’ Zaccardo |

| Arbitro: | Dondarini (Finale Emilia) |

|                            |           |                 |
| Rocchi 47’, 84’ Pandev 59’ | Marcatori | 69’ Acquafresca |

| Arbitro: | Brighi (Cesena) |

|                  |           |  |
| Foggia 7’ (rig.) | Marcatori |  |

| Arbitro: | Girardi (San Donà di Piave) |

|                              |           |  |
| M. Borriello 59’ Di Vaio 73’ | Marcatori |  |

| Arbitro: | Ayroldi (Molfetta) |

|           |           |              |
| Matri 46’ | Marcatori | 11’ Terlizzi |

| Arbitro: | Mazzoleni (Bergamo) |

|                             |           |  |
| Rosina 71’ Ferri 86’ (aut.) | Marcatori |  |

| Arbitro: | Trefoloni (Siena) |

|                         |           |                           |
| Capelli 55’ C. Doni 80’ | Marcatori | 38’ (rig.) Fini 70’ Matri |

| Arbitro: | Morganti (Ascoli Piceno) |

|  |           |                                     |
|  | Marcatori | 33’ Volpi 39’ Caracciolo 44’ Maggio |

| Arbitro: | Orsato (Schio) |

|                    |           |  |
| R. Taddei 28’, 36’ | Marcatori |  |

| Arbitro: | Dondarini (Finale Emilia) |

|                |           |                         |
| Acquafresca 4’ | Marcatori | 62’ Gilardino 86’ Pirlo |

| Cagliari 2 dicembre 2007, ore 15:00 14ª giornata | Cagliari                    | 0 – 0 referto | Livorno | Stadio Sant'Elia\| Arbitro: \| Girardi (San Donà di Piave) \| |
| Arbitro:                                         | Girardi (San Donà di Piave) |               |         |                                                               |

| Arbitro: | Brighi (Cesena) |

|                         |           |              |
| Pozzi 2’, 10’, 50’, 64’ | Marcatori | 77’ D. Conti |

| Arbitro: | De Marco (Chiavari) |

|  |           |                    |
|  | Marcatori | 57’ Cruz 79’ Suazo |

| Arbitro: | C. Russo (Nola) |

|                                                       |           |         |
| Montolivo 35’ Mutu 41’, 45+1’ (rig.) Santana 47’, 79’ | Marcatori | 5’ Fini |

| Arbitro: | Bergonzi (Genova) |

|  |           |                  |
|  | Marcatori | 32’ Quagliarella |

| Arbitro: | Rosetti (Torino) |

|                       |           |  |
| Brienza 66’ Cozza 80’ | Marcatori |  |

#### Girone di ritorno
| Arbitro: | Banti (Livorno) |

|                         |           |            |
| Matri 90+3’ Conti 90+5’ | Marcatori | 57’ Hamsik |

| Arbitro: | Giannoccaro (Lecce) |

|            |           |            |
| Nedved 56’ | Marcatori | 55’ Bianco |

| Arbitro: | Rizzoli (Bologna) |

|          |           |               |
| Jeda 34’ | Marcatori | 36’ Reginaldo |

| Arbitro: | Morganti (Ascoli Piceno) |

|                           |           |                   |
| Cavani 23’ Jankovic 45+1’ | Marcatori | 52’ (aut.) Cavani |

| Arbitro: | Pierpaoli (Firenze) |

|           |           |  |
| Matri 89’ | Marcatori |  |

| Arbitro: | Farina (Novi Ligure) |

|               |           |  |
| Maccarone 88’ | Marcatori |  |

| Arbitro: | Velotto (Grosseto) |

|                                    |           |                  |
| Acquafresca 29’ Rubinho 45’ (aut.) | Marcatori | 15’ A. Lucarelli |

| Arbitro: | Banti (Livorno) |

|                                 |           |              |
| Silvestri 44’ Canini 48’ (aut.) | Marcatori | 23’ D. Conti |

| Arbitro: | Girardi (San Donà di Piave) |

|                                      |           |  |
| Jeda 11’ Acquafresca 22’ (rig.), 57’ | Marcatori |  |

| Arbitro: | Giannoccaro (Lecce) |

|                        |           |  |
| Acquafresca 18’ (rig.) | Marcatori |  |

| Arbitro: | Valeri (Roma) |

|                     |           |            |
| D. Franceschini 90’ | Marcatori | 41’ Foggia |

| Arbitro: | Saccani (Mantova) |

|                      |           |           |
| M. Ferrari 3’ (aut.) | Marcatori | 45’ Totti |

| Arbitro: | Rosetti (Torino) |

|                             |           |              |
| Kaká 8’ F. Inzaghi 31’, 69’ | Marcatori | 48’ D. Conti |

| Arbitro: | Farina (Novi Ligure) |

|            |           |                      |
| Galante 2’ | Marcatori | 10’, 54’ Acquafresca |

| Arbitro: | Saccani (Mantova) |

|                         |           |  |
| Acquafresca 9’ Fini 64’ | Marcatori |  |

| Arbitro: | Orsato (Schio) |

|                        |           |              |
| Cruz 22’ Materazzi 82’ | Marcatori | 90’ Biondini |

| Arbitro: | Farina (Novi Ligure) |

|                       |           |             |
| Jeda 20’ D. Conti 50’ | Marcatori | 51’ Santana |

| Arbitro: | Brighi (Cesena) |

|  |           |                           |
|  | Marcatori | 49’ Acquafresca 57’ Cossu |

| Arbitro: | Pinzani (Empoli) |

|                         |           |                         |
| Larrivey 18’ Bianco 81’ | Marcatori | 55’, 86’ (rig.) Amoruso |

### Coppa Italia

#### Prima fase
| Arbitro: | Mazzoleni (Bergamo) |

|                      |           |                 |
| Acquafresca 18’, 62’ | Marcatori | 90+2’ Maccarone |

#### Fase finale
| Arbitro: | Palanca (Roma) |

|           |           |  |
| Matri 73’ | Marcatori |  |

| Arbitro: | Velotto (Grosseto) |

|                                        |           |  |
| Bonazzoli 4’, 89’ Sala 49’ Palombo 75’ | Marcatori |  |

## Statistiche

### Statistiche di squadra
| Competizione | Punti | In casa | In casa | In casa | In casa | In casa | In casa | In trasferta | In trasferta | In trasferta | In trasferta | In trasferta | In trasferta | Totale | Totale | Totale | Totale | Totale | Totale |
| Competizione | Punti | G       | V       | N       | P       | Gf      | Gs      | G            | V            | N            | P            | Gf           | Gs           | G      | V      | N      | P      | Gf     | Gs     |
| ------------ | ----- | ------- | ------- | ------- | ------- | ------- | ------- | ------------ | ------------ | ------------ | ------------ | ------------ | ------------ | ------ | ------ | ------ | ------ | ------ | ------ |
| Serie A      | 42    | 19      | 8       | 5       | 6       | 22      | 20      | 19           | 3            | 4            | 12           | 18           | 36           | 38     | 11     | 9      | 18     | 40     | 56     |
| Coppa Italia | -     | 2       | 2       | 0       | 0       | 3       | 1       | 1            | 0            | 0            | 1            | 0            | 4            | 3      | 2      | 0      | 1      | 3      | 5      |
| Totale       | -     | 21      | 10      | 5       | 6       | 25      | 21      | 20           | 3            | 4            | 13           | 18           | 40           | 41     | 13     | 9      | 19     | 43     | 61     |

### Andamento in campionato
| Giornata  | 1 | 2 | 3 | 4  | 5  | 6  | 7  | 8  | 9  | 10 | 11 | 12 | 13 | 14 | 15 | 16 | 17 | 18 | 19 | 20 | 21 | 22 | 23 | 24 | 25 | 26 | 27 | 28 | 29 | 30 | 31 | 32 | 33 | 34 | 35 | 36 | 37 | 38 |
| --------- | - | - | - | -- | -- | -- | -- | -- | -- | -- | -- | -- | -- | -- | -- | -- | -- | -- | -- | -- | -- | -- | -- | -- | -- | -- | -- | -- | -- | -- | -- | -- | -- | -- | -- | -- | -- | -- |
| Luogo     | T | C | T | C  | T  | C  | T  | C  | T  | T  | C  | T  | C  | C  | T  | C  | T  | C  | T  | C  | T  | C  | T  | C  | T  | C  | T  | C  | C  | T  | C  | T  | T  | C  | T  | C  | T  | C  |
| Risultato | V | P | N | P  | P  | V  | P  | N  | P  | N  | P  | P  | P  | N  | P  | P  | P  | P  | P  | V  | N  | N  | P  | V  | P  | V  | P  | V  | V  | N  | N  | P  | V  | V  | P  | V  | V  | N  |
| Posizione | 4 | 9 | 8 | 12 | 15 | 13 | 15 | 15 | 16 | 16 | 17 | 19 | 20 | 18 | 20 | 19 | 20 | 20 | 20 | 20 | 20 | 20 | 20 | 20 | 20 | 20 | 20 | 20 | 18 | 18 | 18 | 19 | 16 | 15 | 15 | 14 | 14 | 14 |

Legenda:

Luogo: C = Casa; T = Trasferta. Risultato: V = Vittoria; N = Pareggio; P = Sconfitta.